# Fanjingshania
Fanjingshania renovata
Genre
Espèce
Fanjingshania est un genre fossile de la classe également éteinte des acanthodiens, qui possédaient à la fois des caractères des poissons osseux et des poissons cartilagineux. 
Il n'est connu que par son espèce type, Fanjingshania renovata.

## Présentation
Daté d'environ 439 Ma, il vivait au Silurien inférieur de Chine — peu après grande biodiversification ordovicienne — ce qui en fait, en 2022, le plus ancien acanthodien connu,. 
Il a été identifié dans le sud de la Chine par une équipe de l'université normale de Qujing. Sa découverte repousse de 14 Ma l'apparition des vertébrés à mâchoire et suggère que ces derniers se seraient diversifiés pour former les clades des Placodermes, des Condrichthyes (poissons à cartilage) et des Osteichthyes (poissons osseux).

## Publication originale
: document utilisé comme source pour la rédaction de cet article.
- (en) Plamen S. Andreev, Ivan J. Sansom, Qiang Li, Wenjin Zhao, Jianhua Wang, Chun-Chieh Wang, Lijian Peng, Liantao Jia, Tuo Qiao et Min Zhu, « Spiny chondrichthyan from the lower Silurian of South China », Nature, NPG et Springer Science+Business Media, vol. 609, no 7929,‎ 29 septembre 2022, p. 969-974 (ISSN 1476-4687 et 0028-0836, OCLC 01586310, DOI 10.1038/S41586-022-05233-8, lire en ligne). .